# Parque Estadual da Chacrinha

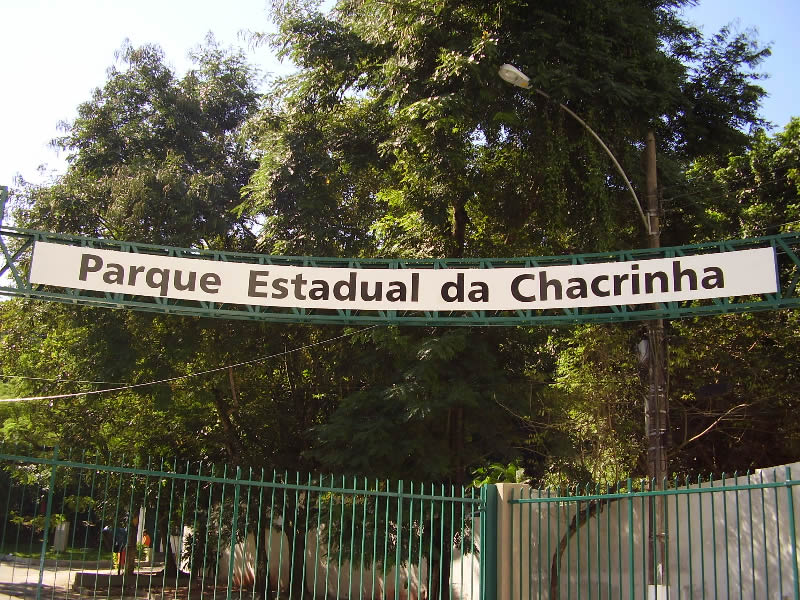
Entrada do parque

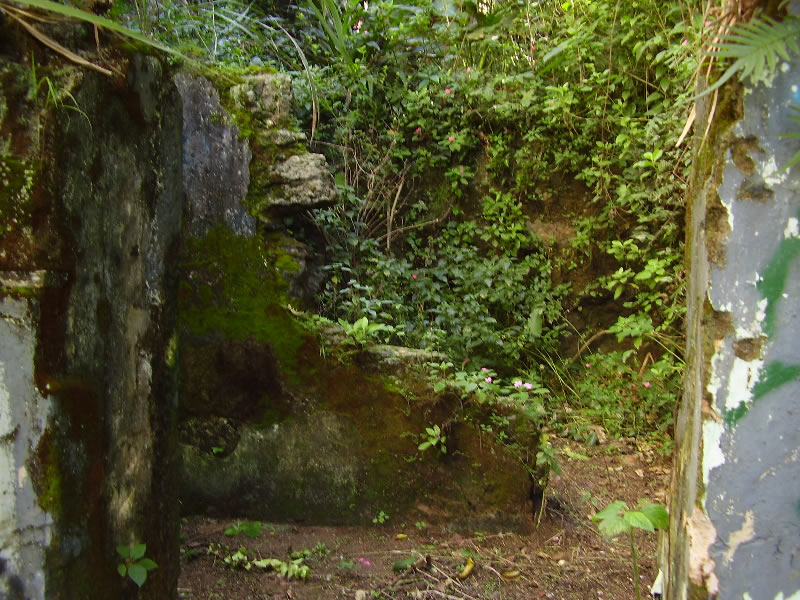
Uma casa em ruínas, lembrança da época da ocupação

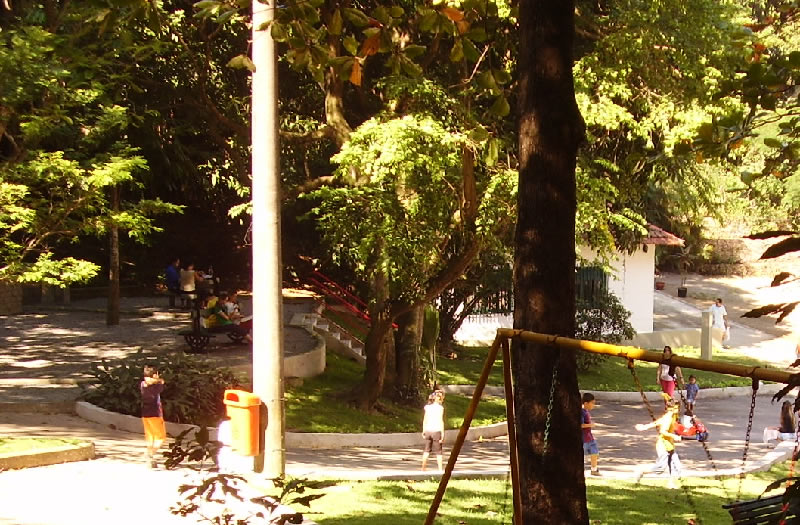
Área de lazer

O Parque Estadual da Chacrinha é uma Unidade de Conservação gerenciada pelo prefeitura do Rio de Janeiro, Está localizado no bairro de Copacabana, na cidade do Rio de Janeiro, em uma de suas áreas mais densamente povoadas. Em meio a prédios residenciais, ao lado da ladeira do Leme, situam-se os 13,3 hectares de mata do parque.

## Importância ambiental
O parque representa o último refúgio para algumas espécies como o gambá, o tatu, o gavião-carijó, a coruja, o anu-branco, o anu-preto e o sanhaço. Desempenha, ainda, um papel importante para a amenização do clima e preservação do ecossistema, além de representar uma importante área de lazer para os moradores. Na flora do parque podem ser encontradas espécies como embaúba, guatambu e paineira. 

## Histórico
O parque foi formado a partir de terrenos de instalações militares e pela antiga Chácara do Leme, conhecida como Chacrinha, que deu origem a seu nome. Como tantas outras encostas da cidade, foi ocupada por populações carentes. Este é um dos desafios ambientais recorrentes na  cidade: conciliar os problemas sociais com a preservação ambiental. Apesar de ter sido criado em 1969, foi efetivamente implantado somente em 1984, com a liberação da área.

## Lazer e integração com a comunidade
O parque oferece espaços destinados à recreação, esporte e ginástica. Ainda existem trilhas que dão acesso ao alto do Morro de São João.

## Ligações externas

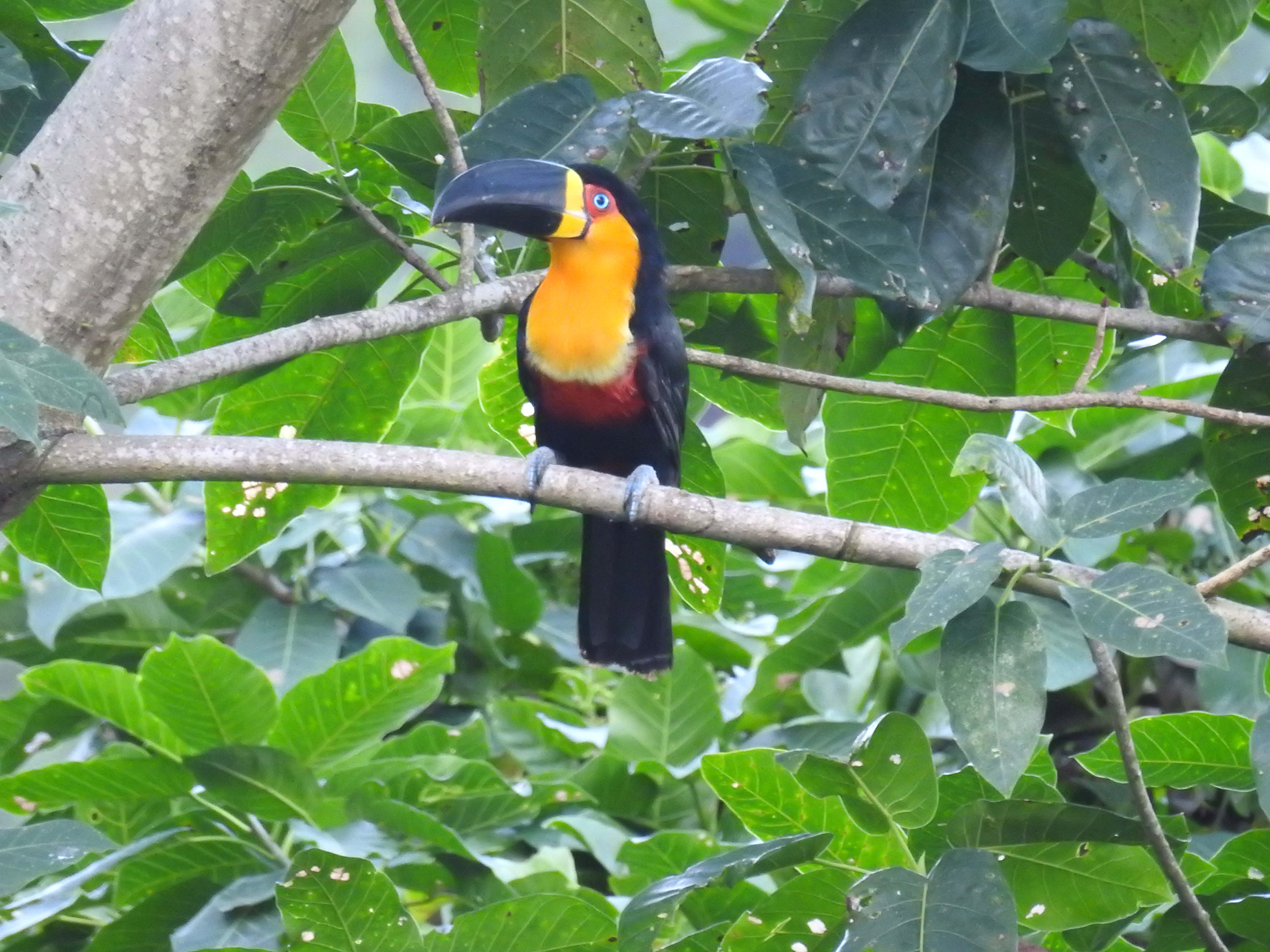
Tucano no Parque Estadual da Chacrinha, Copacabana, Rio de Janeiro